# Pternidora
Pternidora är ett släkte av fjärilar. Pternidora ingår i familjen vecklare.
Kladogram enligt Catalogue of Life:
| Pternidora | \| \| Pternidora aclyta \| \| \| \| \| \| Pternidora phloetis \| \| \| \| |
|            | \| \| Pternidora aclyta \| \| \| \| \| \| Pternidora phloetis \| \| \| \| |
|            | Pternidora aclyta                                                         |
|            |                                                                           |
|            | Pternidora phloetis                                                       |
|            |                                                                           |